# 塞格比特曼斯费尔德兰
塞格比特曼斯费尔德兰（意为“湖区曼斯费尔德之地”）是德国萨克森-安哈尔特州的一个市镇。总面积107.93平方公里，总人口9575人，其中男性4738人，女性4837人（2011年12月31日），人口密度89人/平方公里。